# Cryphia amygdalina
Cryphia amygdalina är en fjärilsart som beskrevs av Charles Boursin 1963. Cryphia amygdalina ingår i släktet Cryphia och familjen nattflyn. Inga underarter finns listade i Catalogue of Life.